# 5e étape du Tour de France Femmes 2025
Pour un article plus général, voir Tour de France Femmes 2025.
La 5e étape du Tour de France Femmes 2025 se déroule le mercredi 30 juillet 2025 entre le Futuroscope (sur les communes de Chasseneuil-du-Poitou et Jaunay-Marigny) et Guéret, sur une distance de 165,8 kilomètres.

## Parcours
La cinquième étape du Tour conduit le peloton de Chasseneuil-du-Poitou à Guéret sur 165,8 kilomètres, marquant une transition vers un terrain plus escarpé à l'approche du Massif central. Après un passage symbolique devant le siège de l'équipe FDJ-Suez à Jaunay-Marigny, le parcours s'intensifie progressivement jusqu'à un final particulièrement exigeant. Les ascensions de Chabannes, de Peyroux, puis surtout du Maupuy, dont le sommet est situé à seulement sept kilomètres de l'arrivée, devraient jouer un rôle clé dans le dénouement de l'étape. Sur des routes étroites et sinueuses, les baroudeuses et les attaquantes opportunistes auront une belle carte à jouer, dans une configuration similaire à celle de l'arrivée de Morteau en 2024. L'étape se conclura avenue Pierre Mendès à Guéret, au terme d'une ligne droite finale de 400 mètres sur une chaussée de six mètres de large.

## Déroulement de la course
La cinquième étape de ce Tour voit un grand nombre d'abandons (9) qui conduit le nombre de coureuses dans le peloton à 135, à mi-parcours.
La première attaquante de la journée est Franziska Koch, suivie par sa compatriote Franziska Brauße.  Les deux Allemandes sont rapidement reprises et une longue bataille pour l'échappée débute. Finalement, après une soixantaine de kilomètres à vive allure, une échappée de cinq parvient à se former. Dotée initialement d'une avance d'une minute, le groupe collabore et dispose d'une avance confortable de 3 min 30 s à 65 kilomètres de la fin de l'étape. Dans la côte du Peyroux, trois échappées s'isolent pour donner un second souffle à ce groupe qui ne compte plus que 1 min 45 s d'avance. Alison Jackson, Brodie Chapman et Francesca Barale entament la dernière ascension de la journée avec seulement quelques secondes sur le peloton, permettant à Maëva Squiban de les rejoindre, puis les distancer pour rouler en solitaire une dizaine de kilomètres avant d'être reprise par le groupe des favoris, à 9 kilomètres de la ligne. Au sommet, seules sept cyclistes sont encore dans le groupe de tête, et le maillot jaune ne figure pas parmi ces coureuses. Dans la descente vers l'arrivée, Ferrand-Prévot,Vollering, Niewiadoma, Le Court, Rooijakkers et van der Breggen parviennent à maintenir leur avance sur les poursuivantes et, dans un dernier sprint final, Kim Le Court s'adjuge cette cinquième étape et récupère la tunique jaune. Au classement général, la Mauricienne detient une légère avance sur Ferrand-Prévot (2e), Vollering (3e) et Niewiadoma, trois favorites à la victoire finale.  

## Résultats
Cette section présente les résultats et prix obtenus au cours de l'étape.

### Classement de l'étape
| Classement de la 5e étape | Classement de la 5e étape    | Classement de la 5e étape | Classement de la 5e étape | Classement de la 5e étape |
|                           | Coureur                      | Pays                      | Équipe                    | Temps                     |
| ------------------------- | ---------------------------- | ------------------------- | ------------------------- | ------------------------- |
| 1er                       | Kim Le Court Pienaar         | Maurice                   | AG Insurance-Soudal       | en 3 h 54 min 7 s         |
| 2e                        | Demi Vollering               | Pays-Bas                  | FDJ-Suez                  | + 0 s                     |
| 3e                        | Anna van der Breggen         | Pays-Bas                  | SD Worx-Protime           | + 0 s                     |
| 4e                        | Katarzyna Niewiadoma-Phinney | Pologne                   | Canyon-SRAM zondacrypto   | + 0 s                     |
| 5e                        | Pauline Ferrand-Prévot       | France                    | Visma-Lease a Bike        | + 0 s                     |
| 6e                        | Sarah Gigante                | Australie                 | AG Insurance-Soudal       | + 0 s                     |
| 7e                        | Pauliena Rooijakkers         | Pays-Bas                  | Fenix-Deceuninck          | + 0 s                     |
| 8e                        | Marianne Vos                 | Pays-Bas                  | Visma-Lease a Bike        | + 33 s                    |
| 9e                        | Évita Muzic                  | France                    | FDJ-Suez                  | + 33 s                    |
| 10e                       | Élise Chabbey                | Suisse                    | FDJ-Suez                  | + 33 s                    |
| modifier                  |                              |                           |                           |                           |

### Bonifications en temps
|   | Coureuse                     | Pays    | Équipe                  | Secondes |
| - | ---------------------------- | ------- | ----------------------- | -------- |
| 1 | Kim Le Court Pienaar         | Maurice | AG Insurance-Soudal     | 6 s      |
| 2 | Pauline Ferrand-Prévot       | France  | Visma-Lease a Bike      | 4 s      |
| 3 | Katarzyna Niewiadoma-Phinney | Pologne | Canyon-SRAM zondacrypto | 2 s      |

|   | Coureuse             | Pays     | Équipe              | Secondes |
| - | -------------------- | -------- | ------------------- | -------- |
| 1 | Kim Le Court Pienaar | Maurice  | AG Insurance-Soudal | 10 s     |
| 2 | Demi Vollering       | Pays-Bas | FDJ-Suez            | 6 s      |
| 3 | Anna van der Breggen | Pays-Bas | SD Worx-Protime     | 4 s      |

### Points attribués
| Sprint intermédiaire Dun-le-Palestel (km 126,8) | Sprint intermédiaire Dun-le-Palestel (km 126,8) | Sprint intermédiaire Dun-le-Palestel (km 126,8) | Sprint intermédiaire Dun-le-Palestel (km 126,8) | Sprint intermédiaire Dun-le-Palestel (km 126,8) |
| ----------------------------------------------- | ----------------------------------------------- | ----------------------------------------------- | ----------------------------------------------- | ----------------------------------------------- |
|                                                 | Coureur                                         | Pays                                            | Équipe                                          | Point(s)                                        |
| 1er                                             | Alison Jackson                                  | Canada                                          | EF Education-Oatly                              | 25                                              |
| 2e                                              | Francesca Barale                                | Italie                                          | Picnic PostNL                                   | 20                                              |
| 3e                                              | Catalina Soto Campos                            | Chili                                           | Laboral Kutxa-Fundación Euskadi                 | 17                                              |
| 4e                                              | Brodie Chapman                                  | Australie                                       | UAE ADQ                                         | 15                                              |
| 5e                                              | Anneke Dijkstra                                 | Pays-Bas                                        | VolkerWessels                                   | 13                                              |
| 6e                                              | Lorena Wiebes                                   | Pays-Bas                                        | SD Worx-Protime                                 | 11                                              |
| 7e                                              | Marianne Vos                                    | Pays-Bas                                        | Visma-Lease a Bike                              | 10                                              |
| 8e                                              | Yara Kastelijn                                  | Pays-Bas                                        | Fenix-Deceuninck                                | 9                                               |
| 9e                                              | Chloé Dygert                                    | États-Unis                                      | Canyon-SRAM zondacrypto                         | 8                                               |
| 10e                                             | Kim Le Court Pienaar                            | Maurice                                         | AG Insurance-Soudal                             | 7                                               |
| 11e                                             | Amber Kraak                                     | Pays-Bas                                        | FDJ-Suez                                        | 6                                               |
| 12e                                             | Puck Pieterse                                   | Pays-Bas                                        | Fenix-Deceuninck                                | 5                                               |
| 13e                                             | Marit Raaijmakers                               | Pays-Bas                                        | Human Powered Health                            | 4                                               |
| 14e                                             | Valerie Demey                                   | Belgique                                        | VolkerWessels                                   | 3                                               |
| 15e                                             | Aude Biannic                                    | France                                          | Movistar                                        | 2                                               |
| modifier                                        |                                                 |                                                 |                                                 |                                                 |

| Arrivée d'étape Guéret (km 165,8) | Arrivée d'étape Guéret (km 165,8) | Arrivée d'étape Guéret (km 165,8) | Arrivée d'étape Guéret (km 165,8) | Arrivée d'étape Guéret (km 165,8) |
| --------------------------------- | --------------------------------- | --------------------------------- | --------------------------------- | --------------------------------- |
|                                   | Coureur                           | Pays                              | Équipe                            | Point(s)                          |
| 1er                               | Kim Le Court Pienaar              | Maurice                           | AG Insurance-Soudal               | 30                                |
| 2e                                | Demi Vollering                    | Pays-Bas                          | FDJ-Suez                          | 25                                |
| 3e                                | Anna van der Breggen              | Pays-Bas                          | SD Worx-Protime                   | 22                                |
| 4e                                | Katarzyna Niewiadoma-Phinney      | Pologne                           | Canyon-SRAM zondacrypto           | 19                                |
| 5e                                | Pauline Ferrand-Prévot            | France                            | Visma-Lease a Bike                | 17                                |
| 6e                                | Sarah Gigante                     | Australie                         | AG Insurance-Soudal               | 15                                |
| 7e                                | Pauliena Rooijakkers              | Pays-Bas                          | Fenix-Deceuninck                  | 13                                |
| 8e                                | Marianne Vos                      | Pays-Bas                          | Visma-Lease a Bike                | 11                                |
| 9e                                | Évita Muzic                       | France                            | FDJ-Suez                          | 9                                 |
| 10e                               | Élise Chabbey                     | Suisse                            | FDJ-Suez                          | 7                                 |
| 11e                               | Dominika Włodarczyk               | Pologne                           | UAE ADQ                           | 6                                 |
| 12e                               | Juliette Labous                   | France                            | FDJ-Suez                          | 5                                 |
| 13e                               | Cédrine Kerbaol                   | France                            | EF Education-Oatly                | 4                                 |
| 14e                               | Puck Pieterse                     | Pays-Bas                          | Fenix-Deceuninck                  | 3                                 |
| 15e                               | Barbara Malcotti                  | Italie                            | Human Powered Health              | 2                                 |
| modifier                          |                                   |                                   |                                   |                                   |

### Cols et côtes
| Côte de Chabannes (km 130,9) 4e catégorie (1,4 km à 5,2 %) | Côte de Chabannes (km 130,9) 4e catégorie (1,4 km à 5,2 %) | Côte de Chabannes (km 130,9) 4e catégorie (1,4 km à 5,2 %) | Côte de Chabannes (km 130,9) 4e catégorie (1,4 km à 5,2 %) | Côte de Chabannes (km 130,9) 4e catégorie (1,4 km à 5,2 %) |
| ---------------------------------------------------------- | ---------------------------------------------------------- | ---------------------------------------------------------- | ---------------------------------------------------------- | ---------------------------------------------------------- |
|                                                            | Coureur                                                    | Pays                                                       | Équipe                                                     | Point(s)                                                   |
| 1er                                                        | Brodie Chapman                                             | Australie                                                  | UAE ADQ                                                    | 2                                                          |
| 2e                                                         | Francesca Barale                                           | Italie                                                     | Picnic PostNL                                              | 1                                                          |
| modifier                                                   |                                                            |                                                            |                                                            |                                                            |

| Côte du Peyroux (km 143,2) 4e catégorie (3,3 km à 4,3 %) | Côte du Peyroux (km 143,2) 4e catégorie (3,3 km à 4,3 %) | Côte du Peyroux (km 143,2) 4e catégorie (3,3 km à 4,3 %) | Côte du Peyroux (km 143,2) 4e catégorie (3,3 km à 4,3 %) | Côte du Peyroux (km 143,2) 4e catégorie (3,3 km à 4,3 %) |
| -------------------------------------------------------- | -------------------------------------------------------- | -------------------------------------------------------- | -------------------------------------------------------- | -------------------------------------------------------- |
|                                                          | Coureur                                                  | Pays                                                     | Équipe                                                   | Point(s)                                                 |
| 1er                                                      | Brodie Chapman                                           | Australie                                                | UAE ADQ                                                  | 2                                                        |
| 2e                                                       | Élise Chabbey                                            | Suisse                                                   | FDJ-Suez                                                 | 1                                                        |
| modifier                                                 |                                                          |                                                          |                                                          |                                                          |

| \| Le Maupuy (km 158,7) 3e catégorie (2,8 km à 5,4 %) \| Le Maupuy (km 158,7) 3e catégorie (2,8 km à 5,4 %) \| Le Maupuy (km 158,7) 3e catégorie (2,8 km à 5,4 %) \| Le Maupuy (km 158,7) 3e catégorie (2,8 km à 5,4 %) \| Le Maupuy (km 158,7) 3e catégorie (2,8 km à 5,4 %) \| \| -------------------------------------------------- \| -------------------------------------------------- \| -------------------------------------------------- \| -------------------------------------------------- \| -------------------------------------------------- \| \| \| Coureur \| Pays \| Équipe \| Point(s) \| \| 1er \| Anna van der Breggen \| Pays-Bas \| SD Worx-Protime \| 3 \| \| 2e \| Kim Le Court Pienaar \| Maurice \| AG Insurance-Soudal \| 2 \| \| 3e \| Katarzyna Niewiadoma-Phinney \| Pologne \| Canyon-SRAM zondacrypto \| 1 \| \| modifier \| \| \| \| \| |                              |          |                         |          |
| Le Maupuy (km 158,7) 3e catégorie (2,8 km à 5,4 %) |                              |          |                         |          |
| | Coureur                      | Pays     | Équipe                  | Point(s) |
| 1er | Anna van der Breggen         | Pays-Bas | SD Worx-Protime         | 3        |
| 2e | Kim Le Court Pienaar         | Maurice  | AG Insurance-Soudal     | 2        |
| 3e | Katarzyna Niewiadoma-Phinney | Pologne  | Canyon-SRAM zondacrypto | 1        |
| modifier |                              |          |                         |          |

### Prix de la combativité
- Brodie Chapman (UAE ADQ)

## Classements à l'issue de l'étape
Cette section présente le classement général et les différents classements annexes à l'issue de l'étape.

### Classement général
| Classement général | Classement général           | Classement général | Classement général      | Classement général |
|                    | Coureur                      | Pays               | Équipe                  | Temps              |
| ------------------ | ---------------------------- | ------------------ | ----------------------- | ------------------ |
| 1er                | Kim Le Court Pienaar         | Maurice            | AG Insurance-Soudal     | en 15 h 7 min 14 s |
| 2e                 | Pauline Ferrand-Prévot       | France             | Visma-Lease a Bike      | + 18 s             |
| 3e                 | Demi Vollering               | Pays-Bas           | FDJ-Suez                | + 23 s             |
| 4e                 | Katarzyna Niewiadoma-Phinney | Pologne            | Canyon-SRAM zondacrypto | + 24 s             |
| 5e                 | Anna van der Breggen         | Pays-Bas           | SD Worx-Protime         | + 27 s             |
| 6e                 | Marianne Vos                 | Pays-Bas           | Visma-Lease a Bike      | + 37 s             |
| 7e                 | Pauliena Rooijakkers         | Pays-Bas           | Fenix-Deceuninck        | + 45 s             |
| 8e                 | Sarah Gigante                | Australie          | AG Insurance-Soudal     | + 55 s             |
| 9e                 | Puck Pieterse                | Pays-Bas           | Fenix-Deceuninck        | + 1 min 4 s        |
| 10e                | Cédrine Kerbaol              | France             | EF Education-Oatly      | + 1 min 16 s       |
| modifier           |                              |                    |                         |                    |

| Classement par points | Classement par points        | Classement par points | Classement par points   | Classement par points |
| --------------------- | ---------------------------- | --------------------- | ----------------------- | --------------------- |
|                       | Coureur                      | Pays                  | Équipe                  | Point(s)              |
| 1er                   | Lorena Wiebes                | Pays-Bas              | SD Worx-Protime         | 208 points            |
| 2e                    | Marianne Vos                 | Pays-Bas              | Visma-Lease a Bike      | 178 pts               |
| 3e                    | Kim Le Court Pienaar         | Maurice               | AG Insurance-Soudal     | 103 pts               |
| 4e                    | Demi Vollering               | Pays-Bas              | FDJ-Suez                | 84 pts                |
| 5e                    | Franziska Koch               | Allemagne             | Picnic PostNL           | 70 pts                |
| 6e                    | Anna van der Breggen         | Pays-Bas              | SD Worx-Protime         | 70 pts                |
| 7e                    | Katarzyna Niewiadoma-Phinney | Pologne               | Canyon-SRAM zondacrypto | 66 pts                |
| 8e                    | Eline Jansen                 | Pays-Bas              | VolkerWessels           | 54 pts                |
| 9e                    | Alison Jackson               | Canada                | EF Education-Oatly      | 50 pts                |
| 10e                   | Pauline Ferrand-Prévot       | France                | Visma-Lease a Bike      | 50 pts                |
| modifier              |                              |                       |                         |                       |

| Classement de la meilleure grimpeuse | Classement de la meilleure grimpeuse | Classement de la meilleure grimpeuse | Classement de la meilleure grimpeuse | Classement de la meilleure grimpeuse |
| ------------------------------------ | ------------------------------------ | ------------------------------------ | ------------------------------------ | ------------------------------------ |
|                                      | Coureur                              | Pays                                 | Équipe                               | Point(s)                             |
| 1er                                  | Élise Chabbey                        | Suisse                               | FDJ-Suez                             | 11 points                            |
| 2e                                   | Silke Smulders                       | Pays-Bas                             | Liv AlUla Jayco                      | 6 pts                                |
| 3e                                   | Brodie Chapman                       | Australie                            | UAE ADQ                              | 4 pts                                |
| 4e                                   | Anna van der Breggen                 | Pays-Bas                             | SD Worx-Protime                      | 3 pts                                |
| 5e                                   | Mavi García                          | Espagne                              | Liv AlUla Jayco                      | 2 pts                                |
| 6e                                   | Alison Jackson                       | Canada                               | EF Education-Oatly                   | 2 pts                                |
| 7e                                   | Maud Rijnbeek                        | Pays-Bas                             | VolkerWessels                        | 2 pts                                |
| 8e                                   | Ana Vitória Magalhães                | Brésil                               | Movistar                             | 2 pts                                |
| 9e                                   | Kim Le Court Pienaar                 | Maurice                              | AG Insurance-Soudal                  | 2 pts                                |
| 10e                                  | Eline Jansen                         | Pays-Bas                             | VolkerWessels                        | 2 pts                                |
| modifier                             |                                      |                                      |                                      |                                      |

| Classement général de la meilleure jeune | Classement général de la meilleure jeune | Classement général de la meilleure jeune | Classement général de la meilleure jeune | Classement général de la meilleure jeune |
|                                          | Coureur                                  | Pays                                     | Équipe                                   | Temps                                    |
| ---------------------------------------- | ---------------------------------------- | ---------------------------------------- | ---------------------------------------- | ---------------------------------------- |
| 1er                                      | Julie Bego                               | France                                   | Cofidis                                  | en 15 h 9 min 24 s                       |
| 2e                                       | Nienke Vinke                             | Pays-Bas                                 | Picnic PostNL                            | + 22 s                                   |
| 3e                                       | Titia Ryo                                | France                                   | Arkéa-B&B Hotels                         | + 10 min 15 s                            |
| 4e                                       | Francesca Barale                         | Italie                                   | Picnic PostNL                            | + 12 min 8 s                             |
| 5e                                       | Imogen Wolff                             | Royaume-Uni                              | Visma-Lease a Bike                       | + 19 min 21 s                            |
| 6e                                       | Marion Bunel                             | France                                   | Visma-Lease a Bike                       | + 25 min 9 s                             |
| 7e                                       | Clémence Latimier                        | France                                   | Arkéa-B&B Hotels                         | + 25 min 27 s                            |
| 8e                                       | Flora Perkins                            | Royaume-Uni                              | Fenix-Deceuninck                         | + 27 min 33 s                            |
| 9e                                       | Millie Couzens                           | Royaume-Uni                              | Fenix-Deceuninck                         | + 30 min 47 s                            |
| 10e                                      | Elyne Roussel                            | France                                   | St Michel-Preference Home-Auber 93       | + 39 min 47 s                            |
| modifier                                 |                                          |                                          |                                          |                                          |

| Classement par équipes | Classement par équipes  | Classement par équipes | Classement par équipes |
|                        | Équipe                  | Pays                   | Temps                  |
| ---------------------- | ----------------------- | ---------------------- | ---------------------- |
| 1re                    | FDJ-Suez                | France                 | en 45 h 24 min 52 s    |
| 2e                     | AG Insurance-Soudal     | Belgique               | + 2 min 4 s            |
| 3e                     | Canyon-SRAM zondacrypto | Allemagne              | + 3 min 17 s           |
| 4e                     | Visma-Lease a Bike      | Pays-Bas               | + 3 min 55 s           |
| 5e                     | Lidl-Trek               | États-Unis             | + 6 min 58 s           |
| 6e                     | Liv AlUla Jayco         | Australie              | + 7 min 58 s           |
| 7e                     | Human Powered Health    | États-Unis             | + 10 min 27 s          |
| 8e                     | Picnic PostNL           | Pays-Bas               | + 10 min 48 s          |
| 9e                     | UAE ADQ                 | Émirats arabes unis    | + 11 min 32 s          |
| 10e                    | Fenix-Deceuninck        | Belgique               | + 12 min 3 s           |
| modifier               |                         |                        |                        |

## Abandons
Neuf coureuses ont abandonné au cours de l'étape :
- Agnieszka Skalniak-Sójka (Canyon-SRAM zondacrypto) : non-partante ;
- Katrine Aalerud (Uno-X Mobility) : abandon ;
- Elisa Balsamo (Lidl-Trek) : abandon ;
- Monica Trinca Colonel (Liv-AlUla-Jayco) : abandon ;
- Eugenia Bujak (Cofidis) : abandon ;
- Maria Giulia Confalonieri (Uno-X Mobility) : abandon ;
- Karlijn Swinkels (UAE Team ADQ) : abandon ;
- Marjolein van 't Geloof (Arkéa-B&B Hotels) : abandon ;
- Kristen Faulkner (EF Education-Oatly) : abandon.